# Villalba Saserra
Villalba Saserra (en catalán y oficialmente Vilalba Sasserra) es un municipio de Cataluña, España. Perteneciente a la provincia de Barcelona, en la comarca del  Vallés Oriental. Situado al noreste de la comarca y en el límite con la de El Maresme.

## Símbolos
El escudo de Villalba Sasserra se define por el siguiente blasón:
«Escudo embaldosado: de argén, una sierra de sinople y un zorro de sable pasando puestos en palo. Por timbre, una corona mural de pueblo.»
Fue aprobado el 25 de octubre de 1984 y publicado en el DOGC con el número 492 el 7 de diciembre del mismo año. Armas parlantes: el zorro se refiere al antiguo nombre del pueblo hasta el siglo XV, Vulpelleres (derivado del latín vulpes, zorro), y la sierra hace referencia al nombre actual, aunque Sasserra en realidad alude a una cadena de montañas: el pueblo está situado en la banda norte de la sierra del Corredor. El esmalte de argén también es alusivo al nombre del municipio: Villalba significa "villa blanca".

## Demografía
Vilalba Saserra cuenta con una población de 780 habitantes (INE 2024).
| Gráfica de evolución demográfica de Villalba Saserra entre 1842 y 2021                                                |
| |
| Población de derecho según los censos de población del INE. Población de hecho según los censos de población del INE. |

## Curiosidades
En este municipio catalán se rodaron algunas escenas de series famosas de Netflix como "La Casa de Papel" entre otras.

## Economía
Agricultura de secano.

### Evolución de la deuda viva
El concepto de deuda viva contempla sólo las deudas con cajas y bancos relativas a créditos financieros, valores de renta fija y préstamos o créditos transferidos a terceros, excluyéndose, por tanto, la deuda comercial.
Entre los años 2008 a 2014 este ayuntamiento no ha tenido deuda viva.

## Lugares de interés
- Dolmen de la Pedra Arca.